# Alexander Archer
Alexander Archer, född 1 maj 1910 i London, död 29 juli 1997, var en brittisk ishockeyspelare som deltog i Olympiska vinterspelen 1936 i Garmisch-Partenkirchen.
Alexander Archers familj emigrerade till Winnipeg, Manitoba, då han var tre år och det var där som han lärde sig spela ishockey.
Archer blev olympisk mästare och världsmästare i ishockey under vinter-OS 1936 i Garmisch-Partenkirchen. Han spelade i brittiska laget som vann ishockeyturneringen före Kanada och USA. Storbritannien lade grunden till OS-guldet då de i sin semifinalgrupp besegrade Kanada med 2-1. Resultatet tog de med sig till finalrundan som bestod av fyra lag. Storbritannien slog Tjeckoslovakien med 5-0 och de spelade oavgjort 0-0 i den sista matchen mot USA och var därmed olympiska mästare och världsmästare i ishockey för första och dittills enda gången. Den femte olympiska turneringen i ishockey var också det tionde världsmästerskapet och det tjugoförsta europamästerskapet i ishockey. Spelarna i det brittiska laget var Kilpatrick, Alexander Archer, James Borland, Edgar Brenchley, James Chappell, John Coward, Gordon Dailley, John Davey, Carl Erhardt, James Foster, Archibald Stinchcombe och Robert Wyman.  Archer spelade alla sju matcherna och gjorde två mål. 
Archer spelade totalt tjugofyra landskamper och gjorde fjorton mål och tio assist.

## OS-medaljer
- OS 1936  Garmisch-Partenkirchen - Guld  i ishockey (Storbritannien)

## EM och VM-medaljer
- VM 1936  Garmisch-Partenkirchen - Guld  i ishockey (Storbritannien)
- VM 1937  London - Silver  i ishockey (Storbritannien)
- VM 1938  Prag - Silver  i ishockey (Storbritannien)
- EM 1936  Garmisch-Partenkirchen -  Guld  i ishockey (Storbritannien)
- EM 1937  London - Guld  i ishockey (Storbritannien)
- EM 1938  Prag - Guld  i ishockey (Storbritannien)